# Pablo Quera
 Pablo Quera Morales  fue un jinete chileno de rodeo. Junto a Raúl Cáceres fueron campeones nacionales en dos oportunidades, consagrándose como los más ganadores de la década de 1970. Junto a su compañero Cáceres eran conocido por la afición corralera como “Los Hombres Quietos”, por su sereno y acabado dominio como jinetes.
En 1966 fue galardonado como mejor deportista del rodeo por el Círculo de Periodistas Deportivos de Chile. Integró la generación llamada "escuela curicana", conformada por Ruperto Valderrama, los hermanos Cardemil, Raúl Cáceres, Fernando Barra, entre otros. En 1961 fue uno de los socios fundadores de la Federación del Rodeo Chileno.
En 1960 armó collera con su amigo Hernán Cardemil, fueron terceros de Chile en Maipú en "Chirca" y "Laceadura" el año 1960. En el Campeonato Nacional de Rodeo de 1969 obtuvo el subcampeonato junto a Raúl Cáceres montando a "Barquillo" y "Chinganero" con 26 puntos. La misma collera al año siguiente obtuvo el campeonato con 25 puntos. En el Campeonato Nacional de Rodeo de 1974, también junto a Cáceres y montando a "Arroyito" y "Chamanto" alcanzaron el subcampeonato con 21 puntos. En la temporada siguiente logró su segundo título nacional, pasando a ser uno de los jinetes más exitosos en la historia del rodeo.
Sesenta días antes del Campeonato Nacional de Rodeo de 1979 sufrió un accidente automovilístico. Fue internado en el hospital de Rancagua y posteriormente trasladado a Santiago, imponiéndosele un largo tratamiento. Después de una vida dedicada al campo, falleció prematuramente en 1980, dejando una descendencia que continuó ligada al rodeo y las tradiciones rurales chilenas. Como homenaje la medialuna de Los Niches, en la comuna de Curicó, lleva su nombre.

## Campeonatos Nacionales
| Año  | Collera      | Caballos                   | Puntaje | Asociación |
| ---- | ------------ | -------------------------- | ------- | ---------- |
| 1970 | Raúl Cáceres | "Chinganero" y "Barquillo" | 25      | Curicó     |
| 1975 | Raúl Cáceres | "Taquilla" y "Malagueña"   | 22      | Curicó     |

### Segundos campeonatos
- 1969: junto con Raúl Cáceres, montando a "Barquillo" y "Chinganero" con 26 puntos.
- 1974: junto con Raúl Cáceres, montando a "Arroyito" y "Chamanto" con 21 puntos.

### Terceros campeonatos
- 1960: junto con Hernán Cardemil, montando a "Chirca" y "Laceadura" con 11 puntos